# Massimo Cordero di Montezemolo
Massimo Pio Giuseppe Cordero di Montezemolo (Mondovì, 14 aprile 1807 – Roma, 5 aprile 1879) è stato un politico e prefetto italiano.

## Biografia
Appartenente alla famiglia nobile dei marchesi dei Cordero di Montezemolo, per generazioni al servizio di Casa Savoia, nel 1828 il giovane Massimo Cordero si laurea in giurisprudenza all'Università di Torino. Nel 1830 entra come applicato nell'ufficio del Procuratore Generale di Sua Maestà. Di orientamento liberale moderato, tra gli animatori dei Cavalieri della libertà, viene a conoscenza «che i governanti lo sospettavano di parteggiare pei novatori» e quindi «le sue opinioni politiche gli valsero nel 1831 l'esser compreso nelle persecuzioni che colpivano ogni individuo denunciato per liberale».
Decide così di prendere la via dell'esilio insieme ai fratelli Giovanni e Giacomo Durando, suoi concittadini. Insieme a loro presta servizio nella legione straniera belga che combatte per ottenere l'indipendenza del Belgio dal Regno Unito dei Paesi Bassi (1831). Successivamente si reca in Portogallo dove, al servizio di don Pedro, combatte nelle Guerre Liberali. Con il grado di capitano aiutante di campo di António José de Sousa (1793-1860), duca di Terceira e futuro presidente del consiglio portoghese, partecipa allo scontro con le truppe dell'"usurpatore" Michele «fino al trionfo della causa liberale» (1834). Rientrato in patria «col consenso di Carlo Alberto», nel 1836 fonda a Torino Il Subalpino, un giornale scientifico e letterario, che però, colpito dalla censura, ha vita breve.
Il Montezemolo si trasferisce così a Firenze dove il governo di Leopoldo II è, in quegli anni, il più mite e tollerante negli stati italiani. In Toscana stringe amicizia con intellettuali democratici come il Capponi, il Guerrazzi, il Ridolfi e altri. Nel 1844 ritorna a Torino ed entra nell'Associazione agraria subalpina che dà il modo di manifestare le idee liberali e patriottiche attraverso i giornali e i convegni del sodalizio. Prende così «parte attivissima ai Comizi agrari che, sebbene velatamente, iniziarono i patrii moti della libertà e della indipendenza dallo straniero».
Nel 1846 è tra i fondatori e direttori del quotidiano L'Opinione, giornale liberale dove spiccano le firme del già citato Giacomo Durando, di Urbano Rattazzi, di Giuseppe Cornero e di Giovanni Lanza. Nel giugno del 1848 entra alla Camera dei deputati risultando eletto alle suppletive del collegio di Garessio. Il 2 agosto, nella fase finale della prima guerra di indipendenza, il Montezemolo è a Milano dove il re Carlo Alberto, malgrado il risultato della battaglia di Custoza che rende impossibile difendere i territori delle provincie lombarde conquistati, lo nomina «commissario regio per gli Affari di Finanza», carica che manterrà solo pochi giorni, fino all'ingresso degli austriaci in città. A dicembre è inviato in missione, dall'appena nominato Presidente del Consiglio Vincenzo Gioberti, da Pio IX, che fuggito da Roma si era rifugiato a Gaeta, uno degli antefatti che porteranno alla Repubblica romana. Mentre il Gioberti si adopera a «indurre il governo romano alla moderazione», il Montezemolo, assieme all'arcivescovo Alessandro Riccardi di Netro, è incaricato di offrire al papa, «in nome di Carlo Alberto, [...] ospitalità [...] a Nizza o in qualunque altra terra del regno che più gli fosse gradita, e nello stesso tempo, se veramente Pio avesse avuto bisogno d'aiuti per far ritorno a Roma, esortava ch'essi non fossero d'armi straniere». L'irremovibilità di Pio IX all'appello alle potenze straniere affinché gli fosse restituito il potere temporale porterà al fallimento della missione piemontese.
Eletto deputato anche nelle due successive legislature, il 2 novembre 1850 è nominato da Vittorio Emanuele II senatore del regno di Sardegna. Numerosi furono anche gli incarichi amministrativi: nel 1852 presiede la direzione della Compagnia di San Paolo; nel 1859 Governatore di Nizza e provincia, nel 1860 di Ravenna e successivamente di Brescia.
Il 2 dicembre del 1860 il re lo riveste della carica di «Luogotenente Generale del Re nelle Provincie Siciliane», governando le province siciliane fino all'aprile 1861. Nel febbraio 1861 divenne senatore del Regno d'Italia.
Nel 1862 è prefetto di Bologna (dal 7 settembre 1862 al 20 marzo 1865), di Napoli (dal 31 ottobre 1867 al 13 febbraio 1868) e della capitale del Regno, Firenze (dal 13 febbraio 1868 al 18 febbraio 1876).